# Gasda
Gasda neboli Gazda je řeka 3. řádu na jihu Litvy v okrese Kalvarija, levý přítok řeky Kirsna, do které se vlévá ve vsi Tabarauskai, 5,1 km od jejího ústí do řeky Šešupė. Pramení při hranici s Polskem u vsi Krejwiany, 3,5 km na severoseverovýchod od obce Puńsk v Podleském vojvodství na polské straně. Teče zpočátku směrem jihovýchodním (po necelém kilometru protíná státní hranici a celý zbytek toku teče na území Litvy), zanedlouho, u vsi Senieji Alksnėnai se stáčí k severovýchodu, potom k severu, protéká vsi Naujoji Radiškė, v městysu Sangrūda protéká rybníkem Sangrūdos tvenkinys (8,8 km od ústí, plocha: 6,2 ha), u vsi Gazdai protéká rybníkem Gazdų tvenkinys (2 ha), po soutoku s říčkou Vaiponė se odklání na severoseverovýchod, na posledním kilometru toku se stáčí k východojihovýchodu.

## Přítoky
- Levé:

| Hydrologické pořadí | Řeka          | Délka (km) | Povodí (km²) | Vzdálenost od ústí (km) | Ústí kde    | Koordináty ústí                  |
| ------------------- | ------------- | ---------- | ------------ | ----------------------- | ----------- | -------------------------------- |
| 15010134            | Vaiponė       | 16,9       | 53,2         | 3,2                     | Kasauskai   | 54°21′52″ s. š., 23°15′21″ v. d. |
| 15010136            | Orijos upelis | 5,4        | 14,5         | 0,9                     | Tabarauskai | 54°22′42″ s. š., 23°16′1″ v. d.  |

- Pravé:

Řeka nemá významné pravé přítoky, pouze mnoho nevýznamných levých i pravých přítoků.